# Cesár Sampson
Cesár Sampson (n. 18 august 1983, Linz, Austria) este un cântăreț, compozitor, producător, dansator și model austriac. A fost, de asemenea, asistent social și profesor de fitness. El a reprezentat Austria la Concursul Muzical Eurovision 2018, cu piesa „Nimeni în afară de tine”, câștigătoare a votului juriului și terminând pe locul al treilea, după televot.

## Viața și cariera
La vârsta de șaptesprezece ani, el a început un turneu la nivel local și internațional. El a fost un suport cântăreț Austriac versiune de Dans Cu Stele. În producția de muzică domeniu, el a fost parte din muzica formarea Symphonix Internațională, o producție muzicală și evenimentele proiectului, activă în special în Austria și Bulgaria, cu Boby Milanov ca CEO. De asemenea, el a lucrat cu formarea Electric Biserică.

## Legături externe
- Cesár Sampson pe Facebook